# Gavuni
Gavuni (znanstveno ime Atherinidae) so družina morskih rib, ki v jatah poseljuje vsa svetovna tropska in zmerna morja, le nekaj vrst pa zahaja tudi v brakične vode oziroma so sladkovodne ribe. Družina obsega okoli 165 vrst v 25 rodovih.
Za gavune je značilno, da imajo dve ločeni hrbtni plavuti; prva ima trde, druga pa mehke plavutnice. Gavuni so relativno majhne ribe, ki običajno ne presegajo dolžine 15 cm, nekatere vrste pa lahko dosežejo tudi do 50 cm. 
Gavuni imajo podolgovato srebrno obarvano telo, pokrito z relativno velikimi luskami, pobočnica pa je nepopolna, nekatere vrste pa je celo nimajo. Prehranjujejo se z zooplanktonom, nekatere vrste pa so gospodarsko izjemno pomembne in jih množično lovijo z mrežami vlečnicami, skupaj z ostalimi pelaškimi ribami. 

## Najpomembnejši rodovi
- Alepidomus
- Atherina
- Atherinason
- Atherinomorus
- Atherinosoma
- Atherion
- Craterocephalus
- Hypoatherina
- Kestratherina
- Labidesthes
- Leptatherina
- Menidia
- Poblana
- Stenatherina
- Teramulus